# Yanni Wetzell
Yannick Clemens Thomas Wetzell, detto Yanni (Auckland, 8 luglio 1996), è un cestista neozelandese con cittadinanza samoana.

## Statistiche

### College
| Anno      | Squadra          | PG | PT | MP   | TC%  | 3P%  | TL%  | RP  | AP  | PRP | SP  | PP   |
| --------- | ---------------- | -- | -- | ---- | ---- | ---- | ---- | --- | --- | --- | --- | ---- |
| 2018-2019 | Vand. Commodores | 32 | 10 | 18,5 | 49,6 | 26,5 | 76,3 | 3,8 | 0,3 | 0,7 | 0,6 | 5,9  |
| 2019-2020 | SDSU Aztecs      | 32 | 32 | 27,8 | 59,2 | 31,8 | 64,2 | 6,5 | 1,3 | 0,8 | 0,6 | 11,6 |
| Carriera  | Carriera         | 64 | 42 | 23,2 | 55,9 | 28,6 | 68,8 | 5,2 | 0,8 | 0,7 | 0,6 | 8,8  |

### Eurolega
| Anno      | Squadra      | PG | PT | MP   | TC%  | 3P%  | TL%  | RP  | AP  | PRP | SP  | PP   |
| --------- | ------------ | -- | -- | ---- | ---- | ---- | ---- | --- | --- | --- | --- | ---- |
| 2022-2023 | Alba Berlino | 31 | 1  | 12,7 | 51,9 | -    | 70,7 | 2,8 | 0,5 | 0,3 | 0,4 | 6,5  |
| 2023-2024 | Alba Berlino | 27 | 17 | 20,0 | 51,8 | 20,0 | 66,7 | 3,5 | 0,9 | 0,6 | 0,3 | 7,9  |
| 2024-2025 | Alba Berlino | 28 | 14 | 20,9 | 54,7 | 35,7 | 65,8 | 4,4 | 1,6 | 0,8 | 0,2 | 11,2 |
| Carriera  | Carriera     | 86 | 32 | 17,6 | 53,1 | 33,3 | 67,5 | 3,6 | 1,0 | 0,6 | 0,3 | 8,5  |